# Être radical
Être radical : Manuel pragmatique pour radicaux réalistes est le dernier livre publié en 1971 par l'activiste et écrivain Saul D. Alinsky peu de temps avant sa mort.
L'objectif de l'auteur était de créer un guide pour les futurs organisateurs communautaires à utiliser par les communautés et catégories sociales dominées socialement, afin de leur permettre de gagner du pouvoir en termes sociaux, politiques, légaux et financiers.
Dans cet ouvrage, Alinsky a compilé ses leçons acquises de ses diverses expériences d'organisations communautaires de 1939 à 1971. Cet ouvrage est destiné à être un guide pour une nouvelle génération d'intervenants sociaux radicaux.
Divisé en dix chapitres, Être radical  présente dix leçons à un organisateur communautaire pour qu'il accompagne un groupe d'individus afin qu'il se structure en une organisation active, et capable d'influer des changements qui le concernent. Bien que ciblés sur l'organisation communautaire, le livre aborde aussi d'autres sujets tels que l'éthique, l'éducation, la communication, la construction symbolique et la philosophie politique.
Publiés à l'origine pour la nouvelle génération issue de la contre-culture, les principes d'Alinsky ont été appliqués avec succès par de nombreux gouvernements, syndicats et parlements. Les principaux thèmes et méthodes d'organisation ont été utilisés dans des campagnes politiques ainsi que dans des tentatives de repolitisation des moins nantis.

## Sources d'inspiration
La principale source d'inspiration est l'expérience personnelle d'Alinsky comme un organisateur communautaire. L'auteur s'est également inspiré des cours du professeur Robert Park, de l'université de Chicago. Celui-ci voyait les communautés comme « les reflets des grands processus à l’œuvre dans une société urbaine ». Les méthodes développées par Alinsky sont décrites dans son ouvrage comme un guide pour l'organisation des communautés qui émergeront de la nouvelle génération issue de la contre culture des années 1960.
Alinsky croit en l'action collective, en raison notamment du travail qu'il a effectué avec le CIO (Congrès des organisations industrielles) et avec l'Institut de recherche sur les mineurs de Chicago, où il a commencé à développer sa propre vision de l'organisation communautaire. En outre, son travail avec Programme d'Action Citoyenne (PAC) lui a fourni quelques-unes de ses meilleures idées en matière d'auto-gestion des communautés défavorisées. Il a appris à exacerber les antagonismes vis-à-vis de l'extérieur (des outsiders) afin de renforcer le sentiment d'appartenance communautaire. Ce qui fut l'un des outils les plus puissants d'Alinsky dans son optique d'organisation communautaire; fut de fournir un « méchant » (un antagoniste, un outsider) qu'il faut affronter ensemble, ce qui facilitait grandement le processus d'action directe. Ces différentes tactiques imbibent l'ouvrage d'Alinsky qui va devenir la référence en matière d'organisation communautaire.[réf. nécessaire]

## Thèmes
Être radical aborde des thèmes variés. Parmi eux, la construction symbolique, utilisé pour renforcer l'unité au sein d'une organisation. Il s'appuierait par exemple sur la fidélité à une appartenance religieuse afin de créer une organisation structurée et opérative. La raison étant que les symboles par lesquels les collectivités peuvent s'identifier créé des organisations structurées qui étaient plus faciles à mobiliser dans la mise en œuvre de l'action directe. Une fois que la communauté est unie derrière un symbole commun, il suffisait à Alinsky de lui trouver un ennemi commun, pour l'unir face à lui.[réf. nécessaire]
L'utilisation de l'« ennemi commun » est l'un des thèmes majeurs de l'ouvrage.
Alinsky devait trouver un antagoniste extérieur à la communauté, afin de le transformer en un « ennemi commun » à cette communauté. Souvent, ce serait un politicien local ou une collectivité impliqué dans la vie locale. Une fois que l'« ennemi » a été désigné, la communauté se rassemble en opposition à celui-ci. Cette gestion conflictuelle augmente la solidarité intra-communautaire, en même temps que l'antagonisme vis-vis des outsiders. Le recours au conflit permet également de bien définir l'objectif à atteindre. En identifiants un ennemi commun, l'objectif de la communauté entière est de vaincre cet ennemi.[réf. nécessaire]
La construction symbolique a contribué à promouvoir l'organisation structurée, ce qui a mené à un autre aspect de l'enseignement d'Alinsky, celui de l'action directe. L'action directe permet de créer des situations de conflits qui renforcent l'unité de la communauté et encouragent la réalisation de l'objectif de la communauté, celui de vaincre leur ennemi commun. L'ouvrage s'intéresse aussi à des aspects communicatifs, afin d'attirer l'attention de l'opinion publique sur sa cause. Alinsky encourage tout au long de l'ouvrage les manifestations. En effet celles-ci ne peuvent échapper à l'attention des médias et à celle de l'opinion publique. Ces différentes tactiques ont permis à ses organisations de progresser plus rapidement dans leurs objectifs que par le biais des processus bureaucratiques classiques.[réf. nécessaire]
Enfin, le thème principal qui irrigue toute l’œuvre Alinsky est celui de l'autonomisation (empowerment) des classes populaires. Alinsky utilise la construction symbolique et le conflit non-violent pour créer une organisation structurée avec un objectif commun défini et qui pourrait prendre des mesures d'action directe contre un ennemi commun. À ce stade, Alinsky se retirait de l'organisation afin de lui permettre de continuer à progresser d'elle-même. Cela devait permettre aux communautés de changer les choses de manière autonome.[réf. nécessaire]

### Règles[7]
1. « Le pouvoir n'est pas seulement ce dont vous disposez, mais ce que l'ennemi pense que vous avez ». Le pouvoir vient principalement de deux sources — l'argent et les personnes. Le pouvoir des Démunis doit être de chair et d'os.
2. « Ne jamais sortir du champ d'expertise de votre groupe ». Battez-vous en terrain connu. Si vous sortez de votre champ d'expertise, il en résultera de la confusion, de la peur et du repli. Se sentir à l'aise, dans sa zone de confort est bénéfique pour tout le monde.
3. « Chaque fois que possible, poussez l'ennemi à sortir de son champ d'expertise ». Attirez votre ennemi en terrain inconnu. Cherchez des manières d'accroître son anxiété et son incertitude.
4. « Obligez votre ennemi à respecter ses propres règles ». S'il a pour règle de répondre à chaque courrier reçu, envoyez 30 000 courriers. Cela peut être fatal, car personne ne peut obéir à toutes ses propres règles.
5. « La dérision est l'arme la plus puissante de l'homme » . On ne peut pas y faire face. C'est irrationnel. C'est exaspérant. C'est aussi un point névralgique qui peut pousser l'ennemi à faire des concessions[8].
6. « Une bonne tactique est une tactique qui plait aux membres de votre groupe ». Ils vont continuer à la pratiquer sans qu'on les incite et reviendront en faire plus. Ils font leur part et vont même être force de proposition.
7. « Une tactique usée devient une entrave. Ne devenez pas ringards ».
8. « Maintenir la pression. Ne la relâchez jamais » . Continuer à essayer de nouvelles choses pour maintenir l'opposition dans les cordes. Quand l'adversaire tente une approche, prenez-le à revers avec quelque chose de nouveau.
9. « La menace est plus terrifiante que la chose elle-même ». L'Imagination a plus de pouvoir que n'importe quel militant.
10. « L'un des objectifs majeurs pour l'élaboration d'une tactique est de trouver ce qui permettra de maintenir une pression constante sur l'opposition ». Le succès d'une campagne vient de la capacité à maintenir la pression sur notre adversaire.
11. « Si poussez un aspect négatif à fond, il va devenir un aspect positif » . La violence de l'autre côté peut amener le public à vous soutenir parce que le public prend la défense des opprimés.
12. « Le prix d'une attaque réussie est une alternative constructive ». Ne laissez jamais l'ennemi marquer des points parce que vous êtes sans solution face à un problème.
13. « Choisir la cible, verrouillez-la, personnalisez-la et polarisez-la ». Coupez le réseau de soutien et empêchez votre adversaire d'obtenir de la sympathie. Allez chercher des gens et non des institutions ; les gens sont plus facilement blessés que les institutions.

## Critiques
Selon la démographe Michèle Tribalat qui reprend les positions de plusieurs auteurs américains, la démarche, pilotée par des élites identitaristes, tend à la création de groupes identitaires, censés être opprimés. Ceux-ci se fédèrent autour d'un combat ce qui tend à polariser la société autour d'identités pour partie construites par le dispositif. Ainsi, après que les afro-américains se soient constitués en communauté, ce fut le cas des hispaniques qui se constituèrent en groupe ethnique fondé sur la victimisation et exigeant des mesures de justice compensatoire. Cela accentue donc la structuration de la société autour de divisions clivantes. Selon le figaro qui fait écho à la démographe, « un danger réside dans le caractère coercitif de l’idéal diversitaire auquel il faut faire semblant de s’intéresser et qui valorise la situation d’opprimé, dont un seul groupe ne peut se prévaloir, celui du mâle blanc hétérosexuel non-handicapé ».
L'ouvrage d'Alinsky reçut des critiques pour les méthodes et les idées qu'il a présentées. Robert Pruger et Harry Specht considèrent que ses idées ne sont efficaces que dans les zones défavorisées. Pruger et Specht sont également sceptiques sur le fait que l'ouvrage puisse être fédérateur pour l'ensemble des personnes défavorisées. Le recours d'Alinsky à des conflits provoqués artificiellement a également été critiqué pour son inefficacité dans les secteurs qui prospèrent grâce à l'unité[source insuffisante][pas clair].
Selon Judith Ann Trolander, son travail (notamment son recours au conflit) a été inefficace dans la plupart des quartiers où il a travaillé.[réf. nécessaire]
De nombreux philosophes ont également reproché à l'ouvrage d'être beaucoup trop idéologique. Alinsky croyait en la capacités des communautés à se fixer des objectifs de manière autonome. Il leur désignait un ennemi afin de provoquer le conflit, mais la poursuite de l'objectif devait revenir à la communauté.[réf. nécessaire]
Cette idée a été critiquée en raison des divergences d'opinions qui peuvent exister au sein d'un groupe.[réf. nécessaire]
La croyance d'Alinsky dans le fait qu'une organisation peut définir de manière autonome un but à accomplir est considéré comme étant « très optimiste » et « contradictoire » à la désignation par Alinsky d'un « antagoniste », un ennemi commun, et donc l'objectif d'abattre cet ennemi. [réf. nécessaire]
Ainsi, sa croyance peut être vue comme purement « idéologique » et « contradictoire » parce que l'organisation va sans doute faire de la défaite de l'ennemi commun désigné par Alinsky, son seul et unique objectif. Et par la suite, d'être absolument incapable de se fixer de nouveau objectifs.[réf. nécessaire]

## Héritage
Malgré ces critiques, Être radical a eu une très grande influence. L'ouvrage a influé sur l'élaboration de politiques et de l'organisation de différentes communautés et de groupes activistes et militants. Il a également influencé de nombreux politiciens et activistes militants instruits par Alinsky  et qui a influencé les politiciens et les militants éduqués par Alinsky, par le biais des IAF et des organisations Grassroots[réf. nécessaire].

### Impact immédiat
À la mort d'Alinsky en 1972, son influence a contribué à aider diverses organisations et à inciter des changements de politiques. Être radical a eu une influence directe qui a contribué à créer les Organisations des quartiers unis au début des années 1980. Ses fondateurs Greg Galluzzo, Marie Gonzales, et Pater Martinez étaient tous les élèves d'Alinsky. Le travail de l'organisation a contribué à améliorer l'hygiène, l'assainissement et l'instruction dans le sud-est de Chicago. En outre, les fondateurs de l'Organisation du Nord-Est de Chicago durant les années 1970 ont appliqué les principes d'Alinsky pour organiser des quartiers multiethniques afin d'acquérir une plus grande représentation politique. Aujourd'hui la ségrégation ethnique est très importante à Chicago.
L'ouvrage a également été transmis par les étudiants d'Alinsky qui ont entrepris de créer leur propre communautés. Certains, comme Edward T. Chambers, se sont servis de ses travaux pour créer les Industrial Areas Fondations, l'Organisation de citoyens du Queens et des communautés d'usagers de service public[réf. nécessaire].
Un autre étudiant d'Alinsky, Ernest Cortez, devint célèbre à la fin des années 1970 en organisant des quartiers hispaniques à San Antonio. Son utilisation d'un communautarisme naturel préexistant fut salué, car elle devait faciliter la création d'un sentiment d'appartenance communautaire. Cette organisation communautaire lui avait été enseignée par Edward Chambres lorsqu'ils étaient tous les deux étudiants[réf. nécessaire].
On a prêté à l'ouvrage Être radical une influence sur les organisations suivantes : la Mid-America Institute, la National People's Action, la National Training and Information Center, le Pacific Institute for Community Organizations, et le Community Service Organization[réf. nécessaire].

### Influence tardive
Les méthodes d'Alinsky ont été observées tardivement chez des politiciens contemporains. Jesse Jackson aurait utilisé la structure communautaire lors de sa campagne L'ouvrage a également influé sur le Tea Party,  et un autre groupe conservateur, le FreedomWorks, notamment lors du mandat de Dick Armey,. Barack Obama prend appui sur les méthodes de l'auteur dans ses enseignements et dans sa pratique présidentielle,,.

#### En France
Le livre a été d'abord traduit en 1976 sous le titre Le Manuel de l'animateur social en 1976 aux éditions Seuil, Puis avec le titre Être radical en 2012.
En 2017, des cadres locaux de La France insoumise, conformément à la présentation faite de cette méthode à l'université d'été de leur parti,, ont confirmé appliquer localement la méthode Alinsky dans leur communauté respective.